# Lago di Kruth-Wildenstein
Il lago di Kruth-Wildenstein è un lago artificiale francese nel dipartimento dell’Alto Reno del Grande Est. Si trova nel cuore dei Vosgi, ad una altezza di 545 m s.l.m., ed è compreso in larga parte nel comune di Kruth, in misura minore nei territori di Wildenstein e Fellering.
Il principale immissario ed unico emissario è la Thur. Lo specchio d’acqua nacque nel 1964 dopo la costruzione della diga avvenuta dal 1959 al 1963.